# Broughton Hall

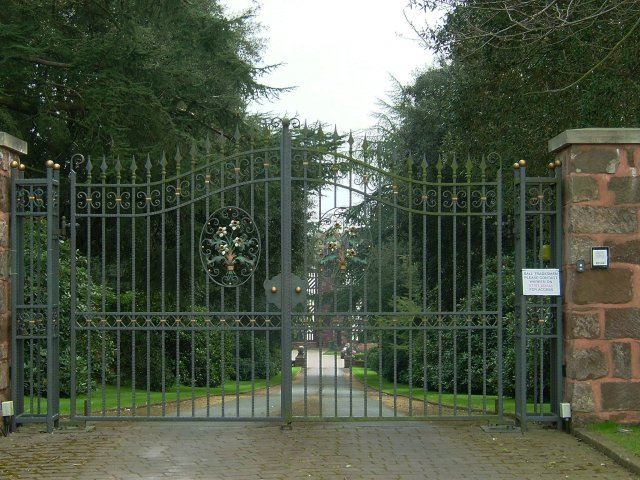
A bela entrada do Broughton Hall

Broughton Hall é um palácio rural privado do século XVI, em Estilo Isabelino, localizado nas proximidades de Eccleshall, no Staffordshire , Inglaterra. O edifício é um listed building classificado com o Grau I.

## História
O solar de Broughton foi detido pela epónima família Broughton a partir do século XIII. O palácio actual foi construído em meados do século XVI, no vernáculo estilo preto e branco revestido a madeira do período isabelino. Mais tarde, o edifício foi estucado.
A propriedade foi vendida, em 1914, a John Hall, um industrial das Midlands, o qual ampliou a propriedade e empreendeu restauros significativos, incluindo a remoção do estuque de forma a revelar as madeiras originais.
Durante a década de 1940, o palácio acolheu uma escola e, em 1952, foi doado pela família Hall às freiras da Ordem Franciscana de São José. O edifício foi abandonado na década de 1990, até que regressou à posse privada, em 2003. O actual proprietário, John Caudwell, continua os trabalhos de renovação e restauro.